# Alex Gregory
Alex Gregory, född 11 mars 1984 i Cheltenham i Storbritannien, är en engelsk roddare. I London 2012 tog han sitt första OS-guld. Han är även femfaldig världsmästare (2009, 2011, 2013, 2014 och 2015). 2006 tog han sin examen vid University of Reading, Berkshire.
Vid de olympiska roddtävlingarna 2016 i Rio de Janeiro tog han sitt andra guld i fyra utan styrman.